# Robert Moskal
Robert Moskal (ur. 12 stycznia 1967 w Jaworznie) – polski trener oraz piłkarz grający na pozycji napastnika.

## Życiorys
Znany głównie z występów w Odrze Wodzisław Śląski i Wiśle Kraków, w barwach której rozegrał 18 spotkań w Ekstraklasie (1991/1992) i nie zdobył żadnej bramki. Wywalczył 3 awanse z Górnikiem Siersza do 3 ligi, z Odrą Wodzisław do ekstraklasy, ze Szczakowianką Jaworzno do 3 ligi.
Po zakończeniu kariery piłkarskiej rozpoczął pracę jako szkoleniowiec będąc trenerem takich klubów jak: Fablok Chrzanów, Zagłębie Sosnowiec, Szczakowianka Jaworzno, Kmita Zabierzów Sandecja Nowy Sącz, Odra Wodzisław Śląski (debiut w ekstraklasie) i GKS Katowice. Od 15 września 2010 był trenerem Dolcanu Ząbki.
Były trener klubu Sandecja Nowy Sącz, z którą wywalczył 12. miejsce w sezonie 2011/2012. Od 2012 do wiosny 2013 MKS Trzebinia-Siersza, 2014 - Poprad Muszyna, 2015 wiosna do 2017 wiosna MKS Trzebinia, 2017/2018 Mszczonowianka Mszczonów, 2018/2019 Pogoń Grodzisk Mazowiecki. Jako trener wywalczył awanse z Fablok Chrzanów do IV ligi, Zagłębiem Sosnowiec do Ekstraklasy, Sandecją Nowy Sącz do I ligi, MKS-em Trzebinia do III ligi oraz w sezonie 2018/2019 z Pogonią Grodzisk Mazowiecki do III ligi.